# Paracinipe marmarica
Paracinipe marmarica är en insektsart som först beskrevs av Salfi 1925.  Paracinipe marmarica ingår i släktet Paracinipe och familjen Pamphagidae. Inga underarter finns listade i Catalogue of Life.